# محمد شبل (سينمائي)
محمد شبل (14 يوليو 1949 - 2 أكتوبر 1996) سينمائي مصري.
حصل علي الماجستير في دراسات اللغتين الصينية والروسية من معهد الدراسات الشرقية في جامعة موسكو سنة 1976م قبل أن يدرس السينما في معهدي الدراسات السينمائية في نيوريوك وواشنطن سنة 1981م.
أخرج سلسلة من 12 فلماً تسجيلياً عن حياة المخرج يوسف ساهين كان آخرها سنة 1995 بعنوان شاهين و المحكمة، وعمل مذيعا ومُخرجاً في إذاعة البرنامج الأوربي من القاهرة، وكان من بين البرامج التي أعدها وقدّمها برنامجا باللغة الإنجليزية عن تاريخ موسيقى الروك أند رول.
عُرف محمد شبل بأفلامه ذات الموضوعات الماورائية، وبخاصة قصص الرعب والخوارق، وهي ليست من الموضوعات التقليدية للسينما المصرية في ذلك الوقت، كما تميّز أسلوبه الفني في الكتابة والإخراج بملامح من السينما الأمريكية، وكذلك توظيفه للمؤثرات والخدع البصرية.
ظهر محمد شبل في طفولته في أحد مشاهد فلم عنوانه بين إيديك للمخرج يوسف شاهين، وهو ما قد يكون أكسبه الولع بالسينما. أثناء وجوده في الولايات المتّحدة بصحبة أبيه السفير فؤاد شبل درس الإخراج السينمائي، وصنع فيلمًا تسيجيليًا بعنوان «يوم في حياة نيويورك».
من الأفلام التي شارك في صنعها:
- أنياب (فيلم) (1981)، التأليف.
- التعويذة (1987)، التأليف.
- كابوس (1989)، القصة والسيناريو والحوار.
- غرام وانتقام بالساطور (فيلم) (1992)، القصة والسيناريو والحوار.